# Schlenkerla
Schlenkerla je zgodovinska pivnica v Bambergu v Nemčiji, znana po dimljenem pivu Aecht Schlenkerla Rauchbier.
Pivo se prodaja preko spletne trgovine in preko trgovcev s pijačami. Izvaža se v 49 držav. 
Od leta 1984 dalje je pivo prejelo vrsto nagrad, zadnji dve leta 2022:
- Goldmedaille European Beer Star, kategorija: močno dimljeno pivo,
- Goldmedaille European Beer Star, kategorija: dimljeno pivo.

## Vrste piva
Aecht Schlenkerla je znan po izdelavi tradicionalnega Rauchbiera (dimljeno pivo).
Pivovarna Schlenkerla trenutno proizvaja sedem vrst piva:
- Dimljeno pivo: dimljeno pivo Aecht Schlenkerla je temno marčevsko pivo spodnje fermentacije. Tradicionalno je shranjen v hrastovem sodu.
- Urbock: Trpki Urbock s polnim okusom postrežejo med sezono močnega piva jeseni.
- Dimljeno pšenično pivo: Pšenično pivo je varjeno z lastnim dimljenim sladom in zato dobi nežen dimljeni okus.
- Lager: Pivovarna Schlenkerla uporablja enake bakrene kotle in predvsem enake kvasovke za postopek varjenja dimljenega piva in ležaka. To daje lager pivu Aecht Schlenkerla subtilen okus po dimu.
- Krausen: Kombinacija mladega piva z že zrelim pivom se imenuje Krausen. Krauss je narejen iz ležaka, ki mu je dodano pivo Märzen.
- Postno pivo: Postno pivo dobi rahlo motnost zaradi kvasa spodnjega vrenja s polnim okusom. Ima subtilen okus dima in subtilno grenko noto.
- Eiche: Doppelbock pivovarne Schlenkerla, ki se imenuje Eiche, strežejo samo v božičnem času. Slad se ne suši nad bukovimi drvmi kot običajno, ampak nad hrastovimi drvmi.

Pivovarna izda letnike doppelbocka in bocka, ki sta bila starana v kamnitih kleteh. V pivnici in restavraciji Schlenkerla je na voljo tudi žganje iz Rauchbiera.
Restavracija pivovarne je bila po reviji All About Beer uvrščena med najboljše kraje na svetu za pivo.

## Postopek varjenja
Pivovarna Schlenkerla vari v skladu z zakonom o čistosti iz leta 1516. V prvem koraku, namakanju, se ječmen postavi v vodo, da vzkali. Takoj ko vsebnost vode v zrnu doseže 35 %, nastanejo encimi, ki razgradijo beljakovine in škrob. Ta proces traja sedem dni, v tem času pa pivovarski mojster neprestano zrači in obrača sadike. Nastali zeleni slad se zdaj suši v tretjem koraku, žganju, tradicionalno na ognju iz bukovih drv, dim iz katerega kasneje daje pivu posebno aromo.
Zdaj se slad zdrobi v mlinu za zdrob. Ta postopek se imenuje brušenje. Nato se zdrob med drozganjem zmeša z vodo v drožni posodi. Pri temperaturi od 45 °C do 77 °C se škrob v drozgi pretvori v sladni sladkor. To ustvarja trdne komponente, izrabljena zrna. Te so ločene od tekočih sestavin, pivine. Ta postopek se imenuje lautering. V naslednjem koraku med vrenjem se pivina in hmelj pomešata v kotlu za pivino. Toplota sprosti grenčine v hmelju in z izhlapevanjem vode nastane tako imenovana prvotna pivina. Nekaj netopnega ostanka iz tega procesa se odstrani med ohlajanjem.
Pivino nato ohladijo, prezračijo in dodajo kvas. Naslednja glavna fermentacija nato traja sedem dni. V tem času se sladni sladkor pretvori v alkohol. Navsezadnje dimljeno pivo nekaj tednov zori v skladiščni kleti pivovarne in tako razvije celoten profil okusa. Zadnji korak v procesu varjenja je filtracija. Tu se iz piva odstrani kvas in druge motne snovi.

## Stekleničenje
Dimljeno pivo Aecht Schlenkerla se še vedno tradicionalno skladišči in prodaja v hrastovih sodih. Da bi zagotovili polnjenje sodov brez pene, jih postavijo pod protitlak. Ta postopek se uporablja tudi pri stekleničenju piva.

## Pivnica
Pivovarna deluje od leta 1405, ko je bila pivnica, znana kot Zum Blauen Löwen (»Pri modrem levu«).  Pivnica Schlenkerla ima gotski strop, znan kot Dominikanerklause. Je v starem mestnem delu Bamberga, ki je na Unescovem seznamu svetovne dediščine in je skrito v delu Frankovske na severu Bavarske. Vsako leto pivovarna 23. julija praznuje Smokebeer Preservation Day. Na ta dan leta 1635 je bil patentiran prvi stroj za sušenje slada brez dima. Kmalu je večina piv postala brezdimna, Rauchbier pa redek. Le majhno število bamberških pivovarn je nadaljevalo z uporabo tradicionalnega sušenja slada v ognjeni peči in ohranilo slog. Slog zdaj izdeluje omejeno število pivovarn po vsem svetu in je priznan na Great American Beer Festival s kategorijo Smoke Beer s šestimi podkategorijami.

## Ime
Schlenkerla se v grobem prevaja kot »viseči«. Schlenkern je nemški glagol, ki pomeni »zanihati« ali »bingljati« (dobesedno »potuhniti se«). Pripona -la je značilna za vzhodno frankovsko narečje. Ime naj bi izhajalo iz pivovarja s šepajočo hojo, čigar podobo je mogoče videti na steklenici Aecht Schlenkerla Rauchbier. Uradno ime pivovarne je HellerBräu Trum KG, po družini Trum, ki jo ima v lasti in vodi že šest generacij.

## V popularni kulturi
Pivovarna je ena od lokacij filma Ericha Kästnerja Leteča učilnica (1973). Restavracija se v filmu imenuje K noremu psu.